# Siratófal
A Siratófal vagy más néven Nyugati Fal (héber: הַכּוֹתֶל הַמַּעֲרָבִי , romanizált:  HaKotel HaMa'aravi, gyakran röviden: Kotel vagy Kosel) az ókori templom idejéből való támfal Jeruzsálem óvárosában, egy jóval hosszabb ókori támfal viszonylag kis része. 
Neve onnan ered, hogy a zsidók e falnál imádkozva gyászolják a templom lerombolását; a Nyugati Fal elnevezés pedig arra utal, hogy egykor a Heródes által újjáépített második templom udvarát határolta. Heródes templomát Jeruzsálem többi részével együtt végül a rómaiak rombolták le Kr. u. 70-ben, az első zsidó–római háború idején.
A Siratófal a jeruzsálemi óváros vallási emlék-együttesének, a Templom-hegynek a része. Szent hellyé azért vált, mert közel esik a Templom-hegyi egykori szentélyek szentélyéhez, a zsidó vallás valamikori legszentebb helyéhez. A Siratófal jelenleg a zsidó vallásgyakorlás számára hozzáférhető legszentebb hely, mivel egyrészt magára a Templom-hegyre való belépést a legtöbb rabbi tiltja, másrészt a hegy palesztin felügyelet alatt áll, amely ugyan zsidók belépését nem tiltja, a nem muszlim vallásos megnyilvánulást azonban igen.

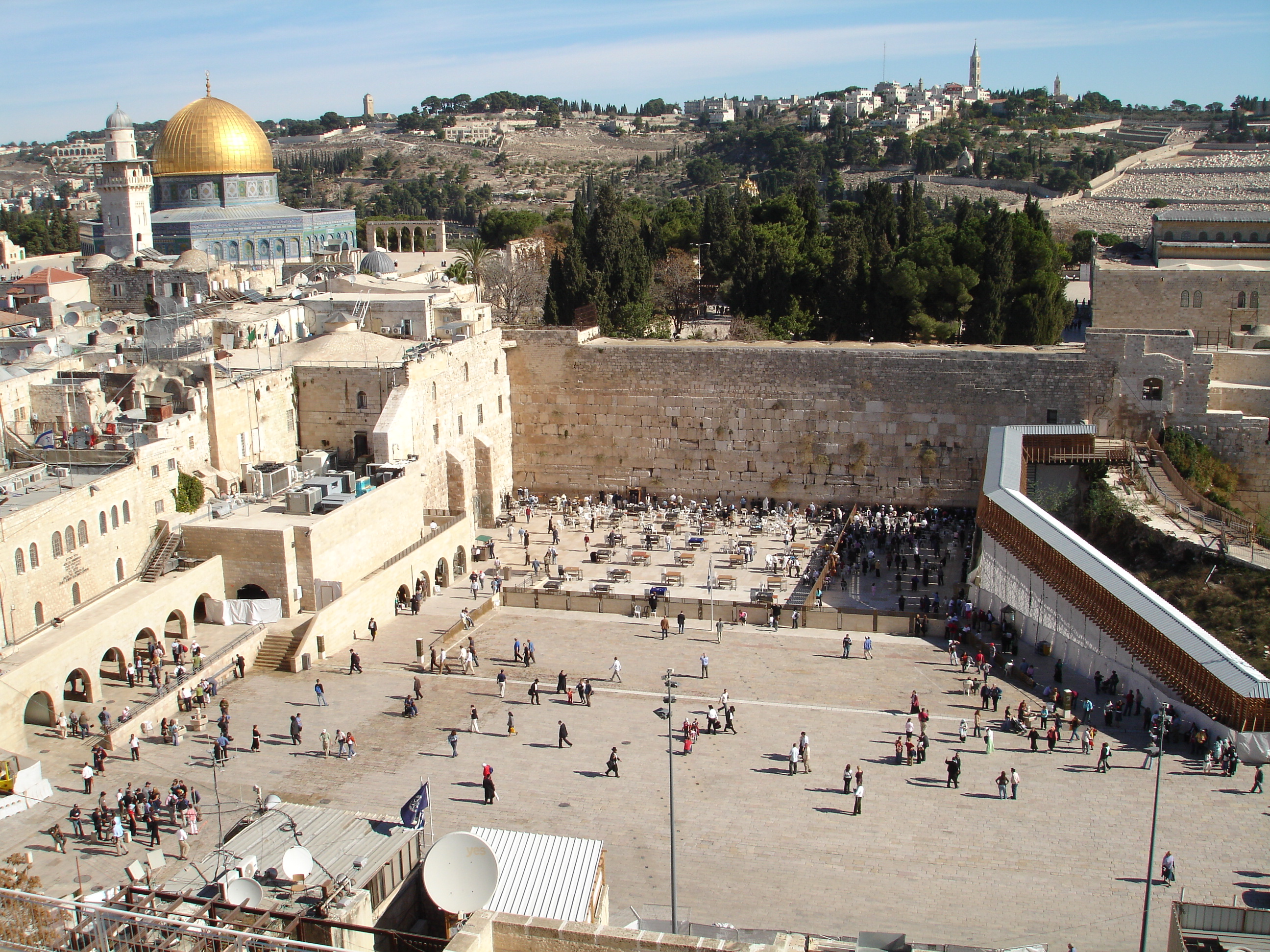
A Siratófal madártávlatból. Háttérben a Sziklamecset.

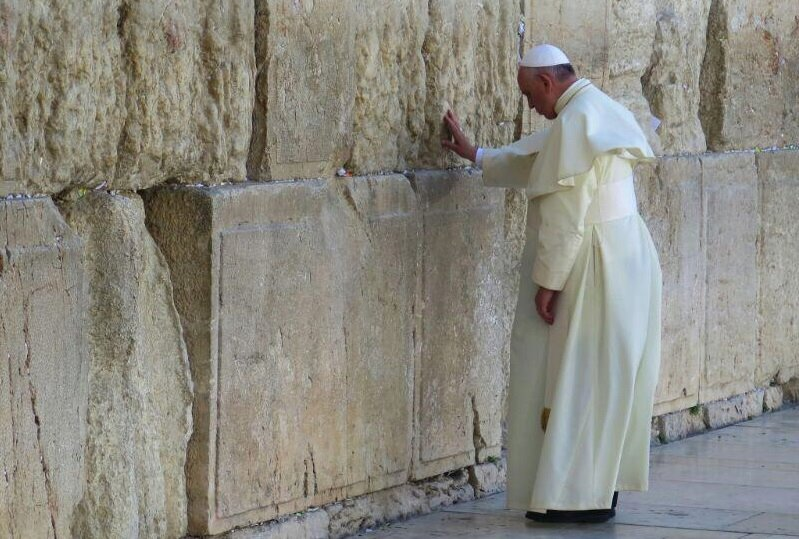
Ferenc pápa a Siratófalnál

## Kapcsolódó cikk
- Jeruzsálemi templom
- Jeruzsálem óvárosa